# Ristjärnen (Offerdals socken, Jämtland)
Ristjärnen är en sjö i Krokoms kommun i Jämtland och ingår i Indalsälvens huvudavrinningsområde. Sjön har en area på 0,233 kvadratkilometer och ligger 355 meter över havet.

## Delavrinningsområde
Ristjärnen ingår i det delavrinningsområde (705774-141660) som SMHI kallar för Mynnar i Landögssjön. Medelhöjden är 460 meter över havet och ytan är 19,6 kvadratkilometer. Räknas de 4 avrinningsområdena uppströms in blir den ackumulerade arean 35,69 kvadratkilometer. Rismoån som avvattnar avrinningsområdet har biflödesordning 3, vilket innebär att vattnet flödar genom totalt 3 vattendrag innan det når havet efter 248 kilometer. Avrinningsområdet består mestadels av skog (83 procent). Avrinningsområdet har 0,23 kvadratkilometer vattenytor vilket ger det en sjöprocent på 1,2 procent.